# Principio giuridico
Un principio giuridico, in diritto, è una norma giuridica di contenuto generale che esprime i valori ai quali si conformano altre norme dell'ordinamento giuridico.

## Descrizione
Mentre le regole giuridiche influiscono direttamente sul comportamento (se sono norme di condotta) o attribuiscono poteri normativi (se sono norme di competenza), i principi generali influiscono indirettamente sul comportamento, influendo direttamente sull'esercizio di poteri normativi. I principi generali possono essere espressi in testi normativi, come avviene in particolar modo nelle costituzioni e nelle dichiarazioni dei diritti. Molti principi, però, sono impliciti, nel senso che, pur non trovando espressione in testi normativi, sono ricavati dall'interprete per astrazione generalizzante, ossia mediante ragionamento induttivo, da una o più norme dell'ordinamento; si suol dire che tali principi costituiscono la ratio delle norme dalle quali sono ricavati. Il ragionamento induttivo, per sua natura, non garantisce la certezza delle conclusioni; può così accadere che dalle medesime norme si ricavino principi diversi o, addirittura, contraddittori; inoltre l'astrazione può essere più o meno accentuata, con una conseguente maggiore o minore generalità dei principi ricavati. Tutto ciò non significa che l'operazione attraverso la quale si ricavano i principi generali sia arbitraria, anche perché deve comunque partire da norme giuridiche valide e i principi ricavati non possono essere in contrasto con altre norme valide.
A differenza delle regole, alquanto variabili da un ordinamento all'altro e nel tempo, i principi generali presentano una certa stabilità, tanto che molti dei principi che informano le norme degli ordinamenti attuali travalicano i confini nazionali e risalgono molto indietro nel tempo: si pensi a quelli espressi nei brocardi. In quanto appartenenti allo stesso genus delle regole giuridiche, i principi generali si distinguono dalle categorie giuridiche, ossia da quelle formule verbali o da quegli schemi classificatori, radicati nell'uso, attraverso i quali l'interprete canalizza la realtà entro contenitori predefiniti che a loro volta diventano, dell'attività interpretativa e del procedimento ricostruttivo in cui essa si esplica, il prodotto.

## Tipologie
- Principio di imparzialità
- Principio di legalità
- Principio di preferenza della legge
- Principio di proporzionalità
- Principio di separazione dei poteri
- Principio di sussidiarietà
- Principio di reciprocità
- Principio di territorialità

## Nel mondo

### Italia
Nell'ordinamento italiano il ricorso all'analogia, legis e iuris, è previsto dall'articolo 12 della disposizioni sulla legge in generale. Una prima definizione di cosa siano i principi generali la si trova nella sentenza emesse dalla Corte Costituzionale n. 6 del 26 giugno 1956; in tale provvedimento venne ribadita la natura deontica dei principi, ossia la loro riconducibilità in un alveo comune alle regole giuridiche. 
Tra i principi generali assumo rilevanza peculiare, con l'entrata in vigore della Costituzione italiana, i principi supremi dell'ordinamento costituzionale, non modificabili neppure attraverso il procedimento di revisione costituzionale, secondo quanto affermato nella sentenza della Corte Costituzionale del 29 dicembre 1988 n. 1146.